# 7Q8

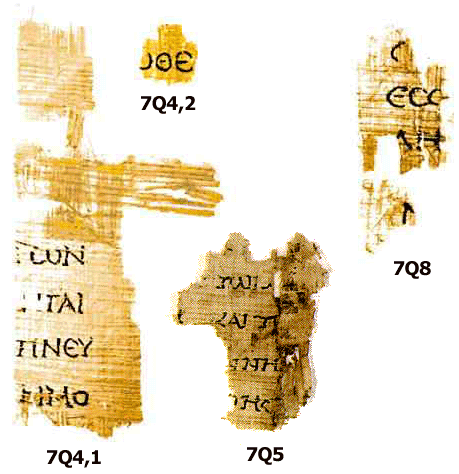
Rękopisy 7Q4, 7Q5 i 7Q8 - mylnie zidentyfikowane jako fragmenty Nowego Testamentu

7Q8 – rękopis spisany na pergaminie w języku greckim znaleziony w grocie 7 w Kumran, należący do zwojów znad Morza Martwego. Jest on datowany na około 100 rok p.n.e.
W 1972 roku José O’Callaghan zidentyfikował ten fragment jako pochodzący z około 50 roku n.e. i zawierający fragment Listu Jakuba 1:23, 24. Informacja, że wśród rękopisów znad Morza Martwego znaleziono fragmenty Nowego Testamentu została podana do wiadomości publicznej. Jednak opinia ta została odrzucona przez społeczność uczonych a identyfikacja O’Callaghana została uznana za błędną. W czasopismach pojawiła się seria krytyki. Identyfikację dokonaną przez José O’Callaghana zakwestionowali: Maurice Baillet, P. Benoit, Colin Hemer, Colin Roberts i Kurt Aland.
W 1988 roku G. Wilhelm Nebe zaproponował identyfikację fragmentu 7Q8 jako część Księgi Henocha 103:7-8, z jednoczesnym zastrzeżeniem, że fragment ten można też zidentyfikować jako jedno z miejsc w Starym Testamencie w wersji Septuaginty. Jako możliwe miejsca wskazał Zachariasza 8:8, Izajasza 1:29-30, Psalm 18:14-15, Daniela 2:43, Koheleta 6:3 lub Liczb 22:38. Identyfikacja Wilhelma Nebe została zakwestionowana przez Carstena Thiede, który wspierał identyfikację O’Callaghana. Jednak badania nad rekonstrukcją tekstu wykonane przez Ernesta Muro oraz Émile Puecha wykazały w sposób przekonujący, że fragment 7Q8 (Henoch 103:7-8) wraz z 7Q4,1 (Henoch 103:3-4) oraz 7Q12 (Henoch 103:4) są częścią tego samego dokumentu. Badanie to zdecydowanie wyklucza identyfikację fragmentu 7Q8 jako fragmentu ksiąg Nowego Testamentu.